# 梅致远
梅致遠（法語：Jean-Marie Mérel；1854年9月18日—1932年10月13日）是天主教法國籍總主教及巴黎外方傳教會會士。曾任廣州宗座代牧區宗座代牧（1901年-1914年）。

## 生平

### 早年生活
梅致遠出生於1854年9月18日，在法蘭西帝國大西洋盧瓦爾省南特教區的一個市鎮韋鎮。1879年6月29日，梅致遠在24歲時晉鐸。1880年9月25日，他在25歲時加入巴黎外方傳教會。一年後，被派往中國廣西，並於年底到達。

### 鐸職
1882年，梅神父完成中文學習，並派往廣東宗座代牧區廣州灣湛江服務。1883年，法國與阮朝、清朝及黑旗軍在越南東京發生衝突。梅神父被迫暫時離開廉州府。
1893年，梅神父前往英屬香港伯大尼修院接受治療。1896年，他被派遣到廣東省 西部揭陽縣服務客家和閩南的3,500人信徒團體。1900年，由於爆發義和團運動造成傳教嚴重影響。

### 牧職
1901年4月20日，梅致遠在46歲時獲時任教宗良十三世任命為廣東宗座代牧區宗座代牧，領銜士耳其奧西斯托教區主教。同年10月6日，在廣州石室聖心主教座堂由越南交趾宗座代牧範卡內爾貝克主教主禮，越南南東京宗座代牧路易-馬里·皮諾主教和英屬香港宗座代牧師多敏主教襄禮晉牧。
任內他在汕頭建立會院，並在廣州開設歐洲語言學校及監督廣州聖心學校運作。。1907年，梅主教邀請創辦石龍麻風病院的康神父到廣州服務。1909年，又邀請聖母無染原罪傳教修女會修女來管理孤兒院和小學。
1914年4月6日，聖座將廣東宗座代牧區一分為二成立廣州宗座代牧區及潮州宗座代牧區，梅主教留任成為廣州宗座代牧。同年8月6日，梅致远主教由于财务管理不善而辞职。

### 海峽殖民地服務
其後，梅致远主教被派往海峽殖民地马六甲教區服务當地華人。1916年，改派到英屬馬來亞芙蓉市的堂区服务。他在馬來半島各处協助舉行坚振圣事。
1921年6月13日，梅致远獲時任教宗本篤十五世升任為總主教，領銜達爾馬提亞克雷納總教區。1927年至1931年期間，被派到在英屬新加坡服务當地华人信徒團體的圣心堂區。梅致遠總主教在法屬印度支那越南西贡休假後，於1932年10月13日在海峽殖民地英屬新加坡去世，享年78歲。

## 著作
- （拉丁文）Parvus methodus examenis conscentiae, 1922年, 香港, 拿撒勒樓
- （中文） Chemin de Croix, 1922年, 香港, 拿撒勒樓
- （中文） L'Âme de l'homme, 1927年, 香港, 拿撒勒樓